# Eunotus obscurus
Eunotus obscurus är en stekelart som beskrevs av Masi 1931. Eunotus obscurus ingår i släktet Eunotus och familjen puppglanssteklar. Inga underarter finns listade i Catalogue of Life.